# Сантостефано, Деймон
Де́ймон Сантостефа́но (англ. Damon Santostefano) — американский кинорежиссёр, сценарист, продюсер и оператор, наиболее известный по фильму «Танго втроём». Награждён премией CableACE Award в номинации «Лучшая серия».

## Фильмография

### Режиссёр
- 1985 — Страшное шоу / Fright Show
- 1992 — Свести счёты / Severed Ties
- 1993 — 1996 — Приключения Пита и Пита / The Adventures of Pete & Pete
- 1996 — 1999 — Бестолковые / Clueless
- 1997 — Дорогая, я уменьшил детей / Honey, I Shrunk the Kids: The TV Show
- 1999 — Танго втроём / Three to Tango
- 2000 — 2004 — Восточный парк / The District
- 2003 — Последний бегущий человек / Last Man Running
- 2004 — Добейся успеха вновь / Bring It on Again
- 2007 — Месть / Revenge
- 2008 — Ещё одна история о Золушке / Another Cinderella Story
- 2010 — Лучший игрок / Best Player
- 2011 — История Золушки 3 / A Cinderella Story: Once Upon a Song

### Сценарист
- 2003 — Последний бегущий человек / Last Man Running
- 2007 — Месть / Revenge

### Продюсер
- 1985 — Страшное шоу / Fright Show
- 1991 — Дети ночи / Children of the Night (сопродюсер)
- 1992 — Помутнение разума / Mindwarp (сопродюсер)
- 2007 — Месть / Revenge

### Оператор
- 2003 — Последний бегущий человек / Last Man Running